# Pusher (singolo)
Pusher è un singolo dei rapper italiani Izi, Vaz Tè e Guesan pubblicato il 5 ottobre 2020 come primo estratto dal quarto album in studio di Izi Riot.

## Video musicale
Il video musicale, diretto da Simone Mariano e Federico Merlo, è stato pubblicato in concomitanza del lancio del singolo sul canale YouTube di Izi.

## Tracce
1. Pusher – 3:23